# یاو ژنهوا
یاو ژنهوا (انگلیسی: Yao Zhenhua) کارآفرین و سرمایه‌دار اهل چین است، که بعنوان رئیس هیئت مدیره گروه بائوننگ فعالیت می‌کند.